# Cmentarz żydowski w Ustroniu
Cmentarz żydowski w Ustroniu – został założony w 1905 r. W czasie II wojny światowej został zdewastowany przez hitlerowców. W latach 70. XX w. przez teren cmentarza przeprowadzono nową drogę z Wisły do Katowic (obecna DW941) burząc dom przedpogrzebowy. Pozostałą część nekropolii włączono w 1994 r. do sąsiadującego cmentarza komunalnego. Do naszych czasów nie zachował się żaden nagrobek. Kilka zachowanych obelisków stoi dziś pośród nagrobków katolickich.
Według austriackiego spisu ludności z 1900 r. w Ustroniu mieszkało 110 osób wyznających judaizm, stanowiąc 2,3% populacji gminy, w 1910 r. było to 107 osób (2,5%), a w 1921 r. 139 (3,5%).